# Condado de Harper (Oklahoma)
O Condado de Harper é um dos 77 condados do estado americano do Oklahoma. A sede do condado é Buffalo, que é também a sua maior cidade.
O condado tem uma área de 2696 km² (dos quais 5 km² estão cobertos por água), uma população de 3563 habitantes, e uma densidade populacional de 1,3 hab/km² (segundo o censo nacional de 2000). O condado foi fundado em 1893 e recebeu o seu nome em homenagem a Oscar G. Harper, que trabalhou na Convenção Constitucional do Oklahoma.